# Чемпионат РСФСР по хоккею с шайбой 1952/1953
Шестой чемпионат РСФСР по хоккею с шайбой был разыгран с февраля по 16 марта 1953 года.

## Предварительный этап

### 1-я зона
| М | Команда                          | 1        | 2        | 3        | 4       | 5       | 6       | 7       | И  | В | Н | П | Ш   | О |
| - | -------------------------------- | -------- | -------- | -------- | ------- | ------- | ------- | ------- | -- | - | - | - | --- | - |
| 1 | «Динамо» МО                      | -        | ?:? 4:6  | 6:4 14:4 | ?:?     | ?:?     | ?:?     | ?:?     | 12 | ? | ? | ? | ?-? | ? |
| 2 | «Металлург» Электросталь         | ?:? 6:4  | -        | 10:5 2:3 | 3:3 ?:? | 7:4 5:3 | 5:2 5:3 | ?:?     | 12 | ? | ? | ? | ?-? | ? |
| 3 | «Красное знамя» Павловский Посад | 4:6 6:14 | 5:10 3:2 | -        | 3:5 ?:? | 5:4 3:2 | 3:1 5:4 | ?:?     | 12 | ? | ? | ? | ?-? | ? |
| 4 | «Зенит» Загорск                  | ?:?      | 3:3 ?:?  | 5:3 ?:?  | -       | ?:?     | ?:?     | 9:3 ?:? | 12 | ? | ? | ? | ?-? | ? |
| 5 | «Машиностроитель» Подольск       | ?:?      | 4:7 3:5  | 4:5 2:3  | ?:?     | -       | ?:?     | ?:?     | 12 | ? | ? | ? | ?-? | ? |
| 6 | «Спартак» Люберцы                | ?:?      | 2:5 3:5  | 1:3 4:5  | ?:?     | ?:?     | -       | ?:?     | 12 | ? | ? | ? | ?-? | ? |
| 7 | «Локомотив» Бабушкин             | ?:?      | ?:?      | ?:?      | 3:9 ?:? | ?:?     | ?:?     | -       | 12 | ? | ? | ? | ?-? | ? |

### 2-я зона

#### Отборочные матчи
«Спартак» Калинин - «Динамо» Горький – 4:8

«Динамо» Воронеж и Сталинский район Горький прошли отбор без игр, из-за отказа их соперников из Курска и Тулы.

#### Финал
Матчи прошли с 22 по 24 февраля на стадионе «Динамо» в Воронеже.
| М | Команда                  | 1    | 2   | 3    | И | В | Н | П | Ш    | О |
| - | ------------------------ | ---- | --- | ---- | - | - | - | - | ---- | - |
| 1 | «Динамо» Воронеж         | -    | 2:2 | 13:2 | 2 | 2 | 0 | 0 | 19-5 | 4 |
| 2 | «Динамо» Горький         | 2:2  | -   | 8:1  | 2 | 1 | 0 | 1 | 11-8 | 2 |
| 3 | Сталинский район Горький | 2:13 | 1:8 | -    | 2 | 0 | 0 | 2 | 4-21 | 0 |

### 3-я зона
«Динамо» Кострома - «Спартак» Иваново – 1:21

### 4-я зона
«Трактор» Куйбышев - «Динамо» Челябинск – +:-

«Спартак» Пенза - «Искра» Тамбов – +:-
«Трактор» Куйбышев - «Спартак» Пенза – ?:?

### 5-я зона

#### Отборочные матчи
СК им. Сталина Молотов - «Дзержинец» Нижний Тагил – +:- (нарушение правил заявки игроков)

«Металлург» Серов - СК им. Свердлова Молотов – 5:4

ДО Свердловск - «Дзержинец-2» Челябинск – 9:0

#### Финал
Матчи прошли с 22 по 24 февраля на стадионе «Металлург» в Серове.
| М | Команда                | 1   | 2   | 3   | И | В | Н | П | Ш    | О |
| - | ---------------------- | --- | --- | --- | - | - | - | - | ---- | - |
| 1 | ДО Свердловск          | -   | ?:? | 9:1 | 2 | ? | ? | ? | ?-?  | ? |
| 2 | СК им. Сталина Молотов | ?:? | -   | 4:0 | 2 | ? | ? | ? | ?-?  | ? |
| 3 | «Металлург» Серов      | 1:9 | 0:4 | -   | 2 | 0 | 0 | 2 | 1-13 | 0 |

### 6-я зона

#### Отборочные матчи
«Динамо» Омск - «Динамо-2» Свердловск – 7:5

«Спартак» Иркутск - «Динамо» Новосибирск – 1:3

#### Финал
Матчи прошли с 23 по 26 февраля на стадионе «Динамо» в Красноярске. Омское «Динамо» отказалось от участия, её заменила сборная профсоюзов из Новосибирска.
| М | Команда                    | 1    | 2   | 3    | И | В | Н | П | Ш    | О |
| - | -------------------------- | ---- | --- | ---- | - | - | - | - | ---- | - |
| 1 | «Динамо» Новосибирск       | -    | ?:? | 13:0 | 2 | ? | ? | ? | ?-?  | ? |
| 2 | Сб. профсоюзов Новосибирск | ?:?  | -   | 2:2  | 2 | ? | ? | ? | ?-?  | ? |
| 3 | «Спартак» Красноярск       | 0:13 | 2:2 | -    | 2 | 0 | 1 | 1 | 2-15 | 1 |

## Финал
Матчи прошли с 10 по 16 марта на стадионах «Спартак» и «Динамо» в Новосибирске. Победитель продолжал борьбу за право играть в чемпионате СССР.
| М | Команда              | 1    | 2    | 3    | 4    | 5   | 6    | И | В | Н | П | Ш     | О  |
| - | -------------------- | ---- | ---- | ---- | ---- | --- | ---- | - | - | - | - | ----- | -- |
|   | «Динамо» Новосибирск | -    | 3:2  | 5:1  | 16:5 | 6:2 | 12:2 | 5 | 5 | 0 | 0 | 42-12 | 10 |
|   | ДО Свердловск        | 2:3  | -    | 3:3  | 5:2  | 5:1 | 16:0 | 5 | 3 | 1 | 1 | 31-9  | 7  |
|   | «Динамо» МО          | 1:5  | 3:3  | -    | 8:2  | 5:6 | 11:4 | 5 | 2 | 1 | 2 | 28-20 | 5  |
| 4 | «Динамо» Воронеж     | 5:16 | 2:5  | 2:8  | -    | 9:4 | 15:0 | 5 | 2 | 0 | 3 | 33-33 | 4  |
| 5 | «Трактор» Куйбышев   | 2:6  | 1:5  | 6:5  | 4:9  | -   | 6:1  | 5 | 2 | 0 | 3 | 19-26 | 4  |
| 6 | «Спартак» Иваново    | 2:12 | 0:16 | 4:11 | 0:15 | 1:6 | -    | 5 | 0 | 0 | 5 | 7-60  | 0  |

### Состав чемпионов
Владимир Лукьянов, Юрий Кучин; 

Хамид Исламов, Александр Палкин, Владимир Нагих, Василий Салков, Владимир Батурин, Борис Архипов, Владимир Кузьмин (капитан), Владимир Щемелинский, Иван Прудниченко, Юрий Галанин, Александр Швецов, Владимир Рубец, Вадим Смирнов, Александр Жигулов, Э.Бергман. 

Тренер: Хамид Исламов (играющий).

## Переходные матчи
Матчи прошли с 26 марта по 1 апреля в Новосибирске. Встречались чемпион РСФСР и последняя российская команда класса «Б» чемпионата СССР.
«Динамо» Новосибирск - СК им. Сталина Молотов – 2:0, 2:4, 4:1